# Livoneca intermedia
Livoneca intermedia är en kräftdjursart som beskrevs av Hugo Frederik Nierstrasz 1931. Livoneca intermedia ingår i släktet Livoneca och familjen Cymothoidae. Inga underarter finns listade i Catalogue of Life.